# Deborah Jin
Deborah S. Jin (15 de novembro de 1968 - 15 de setembro de 2016) foi uma física estadunidense, membro do National Institute of Standards and Technology (NIST);  Professora Adjunta do Departamento de Física da Universidade do Colorado em Boulder; e membro do JILA, um laboratório do NIST com a Universidade do Colorado.
Foi considerada como pioneira na química quântica molecular polar. Entre 1995 e 1997, Jin trabalhou com Eric Cornell e Carl Wieman no JILA, onde esteve envolvida em alguns dos primeiros estudos sobre gás diluido Condensado de Bose-Einstein. Em 2003, o time de Dra. Jin na JILA fez o primeiro condensado fermiônico, uma nova forma de matéria. Ela usou armadilhas magnéticas e lasers para esfriar fases atômicos fermionicos para menos do que 100 bilionésimos de graus abaixo de zero, tendo sucesso em demonstrar a degeneração quantum e a formação de um condensado molecular de Bose-Einstein. Antes da sua morte, Jin era frequentemente mencionada como forte candidata para o Prêmio Nobel de Física.
Em 2014 recebeu o Prêmio Comstock de Física e a Medalha Isaac Newton.
Faleceu de cancro em 2016.

## Leia mais
- Por mais um ano, mulheres ficam sem Nobel de ciência. El País.